# خدای جنگ (فرنچایز)
خدای جنگ (به انگلیسی: God of War) یک فرنچایز چندرسانه‌ای بازی ویدئویی مبنی بر اسطوره‌شناسی به سبک اکشن-ماجراجویی است که توسط دیوید جفی در استودیو سنتا مونیکا سونی خلق شده‌است. این مجموعه با انتشار نخستین قسمت خود در سال ۲۰۰۵ برای کنسول پلی‌استیشن ۲ آغاز شد و از آن زمان به بعد تبدیل به یک عنوان پرچمدار برای برند پلی‌استیشن شده‌است. داستان بازی دربارهٔ کریتوس، جنگجوی اسپارت است که با فریب آرس، خدای جنگ یونانیان و مربی سابقش، دست به کشتن همسر و دخترش می‌زند. کریتوس برای رهایی خود از عذاب و کابوس‌ها به خدمت المپ نشینان در می‌آید. اما چیزی نمی‌گذرد که به دلیل توطئه‌های آن‌ها، خود را درگیر مقابله با المپ نشینان می‌یابد. سال‌ها پس از نابودی یونان باستان، کریتوس همراه با پسر جوانش آتریوس به نورس می‌رسد. این دو سفر خود را در چندین قلمرو اساطیر اسکاندیناوی آغاز می‌کنند تا به قولی که به مادر مرحوم پسرش داده‌است وفا کند.
استودیو سنتا مونیکا کار توسعه تمامی نسخه‌های اصلی در این سری را بر عهده داشته، در حالی که ردی ات داون و جاواگراند/سونی آنلاین انترتینمنت ساخت سه بازی فرعی را در دست داشتند. سونی اینتراکتیو انترتینمنت (با نام سابق سونی کامپیوتر انترتینمنت) نیز مسئولیت انتشار تمامی نسخه‌های بازی غیر از نسخه موبایل را بر عهده داشت. تا کنون نه نسخه از این بازی توسعه و عرضه شده‌است؛ چهار نسخه اصلی این سری شامل خدای جنگ (۲۰۰۵)، خدای جنگ ۲ (۲۰۰۷) و خدای جنگ ۳ (۲۰۱۰)، سه‌گانه اصلی این مجموعه را تشکیل دادند؛ که دو قسمت اول برای کنسول پلی‌استیشن ۲ و قسمت سوم بر روی کنسول پلی‌استیشن ۳ منتشر شدند، و چهارمین نسخه اصلی تحت عنوان معراج (۲۰۱۳) که پیش‌درآمدی بر تمامی بازی‌های دیگر این سری بود، برای پلی‌استیشن ۳ عرضه شد. ردی ات داون و جاواگراند/سونی آنلاین انترتینمنت ساخت نسخه‌های کنسول بازی دستی پلی‌استیشن همراه، شامل خدای جنگ: زنجیرهای المپ و خدای جنگ: روح اسپارتا، و نسخه خدای جنگ: خیانت برای سکوی جاوا، نسخه میکرو را بر عهده داشته‌اند. دومین دوره بازی که بر پایه اساطیر اسکاندیناوی بود و پنجمین قسمت اصلی به‌شمار می‌رود، همچنین تحت نام خدای جنگ (۲۰۱۸) بود که برای کنسول پلی‌استیشن ۴ منتشر شد. خدای جنگ: رگناروک در نوامبر ۲۰۲۲ عرضه شد.

## روند بازی
روند بازی در این سری، ترکیبی از سبک‌های اکشن-ماجراجویی، هک اند اسلش، سکوبازی یا پرش و معمایی است. دوربین در بازی‌های مجموعه خدای جنگ به صورت دید سوم شخص و ثابت است (امکان چرخش توسط بازی باز وجود ندارد و ضمن حرکت کریتوس، دوربین به صورت پیش فرض حرکت می‌کند).
بازیکن کنترل شخصیت کریتوس را بر عهده دارد (البته در بخش هایی از بازی god of war ragnarok شما کنترل آترئوس پسر کریتوس را بر عهده خواهید داشت) و باید برای رسیدن به اهداف هر مرحله، از یک مجموعه نبردها، معماها و چالش‌ها عبور کند. سلاح‌های اصلی کریتوس در طول بازی‌های این مجموعه، شامل دو شمشیر از جهنم هستند (Blade of Chaos) که با زنجیر به دستهای او دوخته شده‌اند و قابلیت پرتاب و برگشت به دست او را دارند و در کنار آن، کریتوس می‌تواند در هر شماره، سلاح‌های خاص و قدرتهایی را از خدایان و تایتان‌ها بدست آورد. کریتوس همچنین قابلیت ویژه‌ای به نام خشم خدایان دارد که به او آسیب‌ناپذیری موقت می‌بخشد و ضمناً تأثیر حملات او را افزایش می‌دهد.
شخصیت کریتوس بسیار مصمم، خشن و عصبی است و در راه اهداف خود هر کاری انجام می‌دهد.

## داستان خدای جنگ ۱

کریتوس در حالی که Blade of olymus در دستانش است.

کریتوس و برادرش در یکی از دهکده‌های کوچک یونان قدیم به نام اسپارتا به‌دنیا آمدند. به‌خاطر ناشناس بودن پدر کریتوس خانواده کوچک او همیشه مورد توهین و اذیت سایر مردم قرار می‌گرفت. وقتی دو برادر کمی بزرگ‌تر شدند کریتوس به علت توانایی‌هایش در جنگیدن به خدمت ارتش اسپارتان درآمد ولی برعکس او برادرش به علت مریض‌حالی و ناتوانی به کوه‌های اسپارتا برای گذران باقی عمرش فرستاده شد. برادر کریتوس در همان‌جا مرد و به دنیای مردگان رفت. کریتوس بعد از مدت کوتاهی فرماندهی یک لشکر ۵۰ نفره را به عهده گرفت که بعدها این تعداد به چند هزار نفر افزایش یافت و همه برای افتخار اسپارتان می‌جنگیدند. تا اینکه روز جنگ با لشکر عظیم بربریان فرا رسید. این جنگ شروع ماجراهای پرفراز و نشیب کریتوس و اسپارتان بود. جنگی که سرنوشت اسپارتانی‌ها و کریتوس را تغییر داد. کریتوس در میدان نبرد دریافت که لشکر بربریان چندین برابر عظیم‌تر از اسپارتانی‌هاست ولی راه برگشتی وجود نداشت. کریتوس عازم جنگ شد ولی قدرت بسیار لشکر مقرها خیلی زود تمام اسپارتانی‌ها را تار و مار کردند. سرنوشت کریتوس تا بدینجا این بود که شاه بربرها روی سینه او بایستد و پتک عظیم خود را برای فرود آوردن روی کریتوس بالا ببرد ولی… کریتوس وقتی خود را مقابل قدرت دشمن ناتوان و عاجز دید از خدای جنگ کمک خواست. او نام خدای جنگ آرس را صدا زد تا به او کمک کند.
او در ازای کمک آرس و شکست دادن دشمنانش، در مقابل آرس سجده کرد که از این به بعد بنده او خواهد بود و به فرمان او هرکجا را که بخواهد به آتش خواهد کشید. آرس هدیه‌ای به او داد و این هدیه یک شمشیر دوتایی با قدرت خدای جنگ به نام «Blade of chaos» بود. این شمشیر به دست‌های او زنجیر شد تا فقط آرس بتواند آن‌ها را از دست او رها کند. کریتوس قبل از اینکه بنده خدای جنگ شود ازدواج کرده بود صاحب یک دختر بود. زن او دقیقاً نقطه مخالف کریتوس بود و با اعمال او به شدت مخالف بود. به این علت که حتی کریتوس فراموش کرده بود که خانواده‌ای دارد و فقط به فکر شکوه اسپارتا بود. کریتوس به قدری جاه طلب بود که حتی به درخواست آرس مبنی بر حمله به دهکده اسپارتان هم تن داد. دهکده‌ای که در آن متولد شده بود. او وارد دهکده شد و دستور تخریب و کشتن همه افراد دهکده را صادر کرد. بعد از تخریب کامل دهکده کریتوس به جلوی معبد اسپارتان رسید. در جلوی معبد پیرزنی پیشگو جلوی او را گرفت و به او اخطار کرد که در داخل معبد سرنوشت شومی در انتظار اوست و او را منع کرد؛ ولی کریتوس پیشگو را کنار زد و داخل شد و شروع به قتل و عام کردن افراد داخل معبد گردید، اما وقتی دست از کشتنشان کشید متوجه بدن بیجان زن و دخترش در زیر پاهایش شد. آرس به او گفت ناراحت نباشد چون او بزودی جنگجوی بزرگی خواهد شد. وقتی کریتوس از معبد خارج شد پیشگو نزد او آمد و او را به این صورت سحر کرد که خاکستر زن و فرزندانش همیشه بروی بدن او بماند تا وقتی هرکس او را ببیند متوجه جنایات و اعمال زشت او شود؛ و از آن به بعد رنگ او سفید شد.
بعد از این ماجرا بود که روح اسپارتا بوجود آمد و هر کسی که او را می‌دید از او فرار می‌کرد. بعد از آن واقعه افسردگی به سراغش آمد و پیش الهه عقل و خرد آتنا رفت. آتنا دختر پادشاه ایزدان زئوس و خواهر آرس بود که آرس به شهر او یعنی آتن حمله کرده بود. کریتوس از آتنا خواست تا عذاب را از وجود او پاک کند. آتنا به او گفت اگر آرس را شکست داده و شهر او را از دست او نجات دهد، خدایان گناهان او را خواهند بخشید.
(ارس خدای جنگ طلبی بود و بخاطر تخریب شهرهای زیادی بقیه خدایان به فکر کشتن او افتاده بودند ولی نمی‌خواستند که یک خدا توسط خدای دیگری کشته شود) کریتوس به آتن رفت و آرس را دید که مشغول تخریب شهر بود. آتنا به او گفت که تنها راه شکست یک خدا به دست یک انسان استفاده از جعبه پاندورا است. جعبه پاندورا جعبه‌ای جادویی در معبد پاندوراست که هر یک از خدایان قدرتی از قدرت‌های خود را در آن قرار داده و آن را در معبد پاندورا قرار داده‌اند.
معبد پاندورا در دشت ارواح گمشده و توسط زئوس به پشت پدرش کرونوس زنجیر شده بود. آتنا به او گفت که فقط معجزه آتن که یک زن است می‌تواند درب دشت ارواح گمشده را باز کند. او به معبد معجزه رفت و معجزه آتن را نجات داد و او درب صحرای ارواح گمشده را برای کریتوس باز کرد در معبد معجزه پیرمردی را دید که مشغول کندن قبری بود. کریتوس به آنجا رفت. آتنا به او گفت که برای ورود به عمیق‌ترین جاهای صحرا از موانعی بگذرد و اولین آنها از بین بردن سایرن‌ها است. کریتوس به راهش در دشت ادامه داد تا به صوری رسید. بر آن دمید و کرونوس به سمت او آمد. کرونوس به حدی بزرگ بود که کریتوس به زحمت نصف یکی از دندان‌های او می‌شد. ۳ روز طول کشید تا کریتوس به معبد رسید. حالا باید به بالاترین مکان معبد می‌رفت. وقتی جلوی دروازه معبد رسید نگهبان دروازه را دید او به کریتوس گفت که تا بحال هیچ‌کس زنده از آنجا برنگشته است. نگهبان دروازه را برای او باز کرد و کریتوس وارد شد. لوحی را مشاهده کرد که نام معمار خدایان و سازنده معبد را نوشته بود. پاتروس وردس سوم. بالاخره کریتوس بعد از پشت سرگذاشتن موانع و معماهای معبد به جعبه پاندورا دست یافت. جعبه‌ای که سه قدرت از سه خدای اصلی یونان را در خود داشت. زئوس، پوزیدون و هادس. کریتوس بعد از ۱۰۰۰ سال رنگ خورشید را بر جعبه پاندورا تاباند؛ ولی آرس که متوجه قضیه شد چوبی را از آتن به سمت او پرتاب کرد و دست کریتوس را از جعبه کوتاه کرد. کریتوس به دنیای مردگان رفت. در آنجا ناخدای کشتی که هیدرا به آن حمله کرده بود جان او را نجات داد. خود کریتوس باعث مرگ او شده بود ولی اینبار توسط او نجات یافت و برای بار دوم ناخدا را به اعماق دنیای زیر زمین فرستاد. کریتوس با خوش‌شناسی تمام نجات یافته بود. او به بالاترین مکان دنیای زیر زمین رفت. طنابی از بالا به پایین افتاد و کریتوس از آن بالا رفت. او از همان قبری که پیرمرد در معبد معجزه می‌کند بیرون آمد.
خدای خدایان زئوس به شکل پیرمردی جان او را نجات داده بود. او به داخل شهر رفت و آرس را دید. آرس جعبه را در دست داشت و رو به زئوس می‌گفت: «می‌بینی پدر. تو خواستی آتن رو نجات بدی ولی حال هم آتن در چنگ من است و هم جعبه پاندورا…» کریتوس با صاعقه زئوس جعبه را از دست او جدا کرد و بعد از گذشت هزار سال برای اولین بار قدرت خدایان نمایان شد. کریتوس صاحب این قدرت شد و به حدی بزرگ شد که به اندازه آرس رسید. انسانی با قدرت خدایی. جنگ آخر آغاز شد و کریتوس در راند اول! توانست آریس را شکست دهد ولی شمشیرها افسونی شده بود که نمی‌توانست آریس را نابود کند. آرس کریتوس را به عالم توهم برد تا با نشان دادن کشته شدن دختر و همسر به دست خودش او را عذاب دهد. چندین موجود به شکل کریتوس به دختر و همسرش حمله کردند ولی کریتوس جانانه در مقابل آن‌ها ایستاد و خانواده‌اش را نجات داد. او رو به آرس کرد و گفت من خانواده‌ام را نجات دادم ولی آرس شمشیرها را از او گرفت و دختر و فرزندش را کشت. کریتوس به عالم واقعیت برگشت بدون شمشیرهای دگرگونی(Blade of chaos). این یعنی اینکه آرس اشتباه بزرگی کرده بود و به دست خودش زنجیرهای اسارت را از دست کریتوس باز کرده بود؛ و بعد خدایان آخرین هدیه خود را به کریتوس اهدا کردند، یعنی شمشیر خدایان. کریتوس با تمام وجود شمشیر را در سینه آرس فروکرد و خدای جنگ نابود شد. بعد از آن واقعه کریتوس نزد آتنا آمد و از او خواهش کرد این عذاب را از وجود او پاک کند ولی آتنا به او گفت نه انسان نه خدا هیچ‌کس نمی‌تواند خاطره اعمال را از ذهن او پاک کند. کریتوس به بالاترین صخره کوه المپ رفت و خود را از آن به پایین پرتاب کرد تا خود را بکشد؛ ولی خدایان او را بالا آوردند و آتنا به او گفت یک تخت در عرش المپ خالی است، و آن چیزی نیست جز تاج و تخت خدای جنگ. آتنا شمشیر Blade of Athena را به او داد و او را به عنوان خدای جنگ معرفی کرد.

## توسعه

#### پلی استیشن ۲
بعد از تجربه‌ موفق بازی کینتیکا در سال ۲۰۰۱،  استودیو سنتا مونیکا شروع به توسعه بازی خدای جنگ در سال ۲۰۰۲ کرد و دو سال بعد در یک رویداد متعلق به سونی اینتراکتیو انترتینمنت از این بازی رونمایی کرد. سازنده و کارگردان بازی، دیوید جفی، اذعان کرد که گرچه ایده این بازی متعلق به اوست، ولی این ایده را مدیون کمپانی کپ‌کام است چون او بعد از بازی کردن اونیموشا به خود گفت « بذار این بازی رو با اسطوره‌شناسی یونانی پباده سازی کنیم». در توسعه خدای جنگ او (دیوید جفی) همچنین تحت تأثیر ایده ادغام فیلم برخورد تایتان‌ها در سال ۱۹۸۱ و سوژه های مجله ی فانتزی هوی متال بود. دیوید جفی در نظر داشت که سوژه های کودکانه و اسطوره‌شناسی یونانی را در قالب یک فرم بزرگسالانه (سکس و خشونت) به مخاطب ارائه کند. او همچنین تحت تأثیر فیلم مهاجمان صندوق گمشده (۱۹۸۱) بود. کارگردان توسعه نمایشی و سرتیم توسعه هنر مفهومی بازی، چارلی ون، از فیلم  گلادیاتور در طراحی شخصیت اصلی داستان (کریتوس) الهام گرفت. تیم توسعه دهنده روند این بازی را یک ادغام از بازی شیطان هم می‌گرید و بازی پازلی ایکو توصیف کرده است. استودیو سنتا مونیکا از موتور بازی کینتیکا در توسعه خدای جنگ استفاده کرد.
در سال ۲۰۰۶ بازی دوم خدای جنگ روانه بازار شد. دیوید جفی با کناره‌گیری از کارگردانی بازی به عنوان مدیر نوآوری این بازی به مشارکت خود ادامه داد و کوری بارلوگ جایگزین او به عنوان کارگردان بازی شد. از موتور بازی کینتیکا در توسعه این نسخه نیز استفاده شد. بارلوگ و جفی اذعان داشته‌اند که این بازی ادامه بازی اول هست و نه دنباله آن. با اینکه در زمان ارائه بازی خدای جنگ ۲ کنسول پلی‌استیشن ۳ (چهار ماه قبل) به بازار روانه شده بود، سازنده‌گان این بازی تصمیم به ارائه آن در پلی‌استیشن ۲ گرفتند. دلیل آن تعداد بالای کاربران پلی‌استیشن ۲ و همچنین سازگاری عقبرو کنسول جدید (پلی‌استیشن ۳) عنوان شد.

#### پلی استیشن ۳
شروع توسعه بازی سوم خدای جنگ به صورت رسمی در سال ۲۰۰۸ در نمایشگاه رسانه و تجارت ای۳ اعلام شد. کوری بارلوگ ۸ ماه پس از شروع توسعه  استودیو سنتا مونیکا را ترک کرد و استیگ آسموسن جایگزین او به عنوان کارگردان بازی شد. آسموسن در بازی اول خدای جنگ به عنوان طراح محیطی و در بازی دوم به عنوان کارگردان هنری ایفای نقش کرده بود. آسموسن اذعان داشت که میزان بالای پیچیده‌گی توسعه این بازی را به چالشی بزرگ بدل کرده بود به طوری که طراحی کوچکترین قسمت ها (مانند سکانس سر بریدن هلیوس) ممکن بود ماه‌ها طول بکشد. با این که موتور این بازی کاملاً جدید بود ولی از همنه‌های نسخه‌های قبلی در پلی استیشن ۲ استفاده مجدد شد.
در تاریخ ۱۲ آوریل ۲۰۱۲ شرکت سونی  یک عکس پیش‌پرده از بازی معراج را در فیس‌بوک به اشتراک گذاشت و در ۱۹ آوریل همان سال به طور رسمی آغار توسعه آن را در وبلاگ خود اعلام کرد. تاد پاپی، که در بازی اول و دوم خدای جنگ به عنوان طراح و در بازی سوم کارگردان طراحی بود، به عنوان کارگردان بازی معراج اعلام شد. دلیل امر این بود که کارگردان بازی سوم، استیگ آسموسن، درگیر یک پروژه دیگر در استودیو سنتا مونیکا بود. بعد از اعلان رسمی، کارگردان بازی (پاپی) بیان کرد که این بازی چهارم (از لحاظ خط داستانی) نیست بلکه یک پیش‌درآمد برای داستان بازی هست. برای اولین بار در تاریخ باری قابلیت بازی ویدئویی چندنفره (تا سقف ۸ نفر) به آن اضافه شد.  همچنین از موتور بازی قبلی در توسعه این باری نیز استفاده شد. همین امر پیشرفت نسبت به بازی قبل و خلاقیت در توسعه بازی را به یک چالش تبدیل کرد. توسعه‌دهندگان بازی سعی کردند تا جای ممکن گرافیک بازی را نسبت به بازی قبل بهبود دهند. به طور مثال افزودن نورپردازی گرافیک رایانه‌ای به بهبود مکانیک بازی بازی منجر شد. همچنین سامانه ذره بازی نیز نسبت به بازی قبل بهبود داده شد.

#### پلی استیشن ۴ و ۵
استودیو سنتا مونیکا در سال ۲۰۱۴ شروع توسعه بازی پنجم خدای جنگ را به طور رسمی اعلام کرد. در ۶ دسامبر همان سال اعلام شد که  کوری بارلوگ به عنوان کارگردان به بازی برمیگردد. بازی به طور عمدی خدای جنگ نامیده شد، بدون عدد یا توضیح اضافه. دلیل این امر تغییر تم داستان بازی از اسطوره‌شناسی یونانی به اسطوره‌شناسی اسکاندیناوی بود.  همچنین جایگزین کردن قهرمان بازی، کریتوس، با یک شخصیت جدید در نظر گرفته شد که در مورد آن توافق نشد. دلیل امر وابستگی هویت بازی به  کریتوس اعلام شد. از تیم توسعه بازی اول خدای جنگ در این بازی نیز استفاده شد. تعدادی از ویژگی‌های بازی‌های قبلی به مانند پریدن، شنا کردن، و مرگ ناگهانی بر اثر سکوبازی از این بازی حذف شدند. همچنین قابلیت بازی ویدئویی چندنفره در بازی قبل (معراج) نیز حذف گردید. در بازی جدید سلاح اصلی کریتوس به تبر لویاتان تغییر پیدا کرد. همچنین تعداد دشمنان ممکن در صفحه از ۵۰ (در بازی معراج) به ۱۰۰ افزایش پیدا کرد. با این‌که بازی برای پلی‌استیشن ۴ ساخته شد ولی در توسعه آن قابلیت وضوح ۴کی، که توسط پلی‌استیشن ۴ پرو پشتیبانی میشد، در نظر گرفته‌ شد. اتمام داستان اصلی بازی در حدود ۲۵ تا ۳۵ ساعت طول می‌کشد که بسیار طولانی‌تر از بازی معراج (حدود ۱۰ ساعت) می‌باشد. استودیو سنتا مونیکا در سال ۲۰۲۱ اعلام کرد که نسخه مایکروسافت ویندوز این بازی را منشر خواهد کرد. این اولین بازی از مجموع خدای جنگ بود که برای مایکروسافت ویندوز روانه بازار شد.

## حضور کریتوس در بازی‌های دیگر
کریتوس علاوه بر حضور در مجموعه بازی‌های خدای جنگ، در ۶ بازی دیگر هم به عنوان شخصیت قابل کنترل حضور داشته‌است. از جمله این بازی‌ها می‌توان به بزرگ‌سیاره کوچک، ضربه‌های داغ گلف: خارج از مرزها، سول کالیبر: سرنوشت شکسته، مادنیشن ریسرز و نسخه‌های پلی‌استیشن ۳ مورتال کامبت و فورتنایت اشاره کرد.